# 1997 ve filmu

## České filmy
- Báječná léta pod psa (režie: Petr Nikolaev)
- O perlové panně (režie: Vladimír Drha)
- Pták ohnivák (režie: Václav Vorlíček)

## Zahraniční filmy
- Horizont události (režie: Paul W. S. Anderson)
- Jackie Brownová (režie: Quentin Tarantino)
- Kontakt (režie: Robert Zemeckis)
- Lepší už to nebude (režie: James L. Brooks)
- Pátý element (režie: Luc Besson)
- Policajt ze San Francisca (režie: Thomas Carter)
- Sběratel polibků (režie: Gary Fleder)
- Tajemství loňského léta (režie: Jim Gillespie)
- Titanic (režie: James Cameron)
- Vřískot 2 (režie: Wes Craven)
- Život je krásný(režie: Roberto Benigni)